# Le Trafiquant
Le Trafiquant est un film muet français réalisé par Louis Feuillade et Léonce Perret, sorti en 1911.

## Fiche technique
- Réalisation et scénario : Louis Feuillade
- Société de production : Société des Établissements L. Gaumont
- Pays : France
- Format : Muet - Noir et blanc - 1,33:1 - 35 mm
- Métrage : 400 m
- Durée : inconnue
- Date de sortie : 
  -  France - août 1911

## Distribution
- Yvette Andréyor
- Renée Carl
- Paul Manson
- René Navarre